# Sam el bomber
Sam el bomber, o El bomber Sam (en gal·lès: Sam Tân, en anglès: Fireman Sam), és una sèrie de televisió britànica d'animació infantil sobre un bomber anomenat Sam, els seus col·legues bombers i la gent del poble gal·lès fictici de Pontypandy (una mescla de dos pobles reals Pontypridd i Tonypandy, localitzats a 8 km l'un de l'altre a les valls de Gal·les del Sud). La idea original del programa va ser de dos ex bombers de Londres, Anglaterra, Dave Gingell i David Jones. Van portar la seva idea a l'artista i escriptor Rob Lee, que va desenvolupar el concepte.
Sam el bomber va aparèixer per primer cop al canal de televisió gal·lès S4C l'1 de novembre de 1987, i unes setmanes més tard a la BBC el 17 de novembre. S'ha emès en 155 països, en 36 idiomes, i s'han venut més d'un milió de DVDs.

## Història

### Sèrie original (1987-1994)
La sèrie original compreníem 32 episodis de 10 minuts i un especial de Nadal de 20 minuts. La narració i veus dels personatges van ser fetes per John Alderton a la versió en anglès i Gareth Lewis a la versió en gal·lès. El bomber Sam és el personatge principal i interactua amb els dos companys del parc de bombers i els seus veïns del poble. Tot i ser tan petit i amb tan poca activitat, el poble veu la seva bona part d'incendis, que Sam i el seu equip poden gestionar fàcilment. Els vehicles del parc de bombers inclouen un cotxe de bombers Bedford TK 4x4 anomenat Júpiter, un Range Rover Rescue Tender de 1982 6x6 anomenat Venus i l'autobús d'en Trevor, un Ford Transit Dormobile de 1985.
A la sèrie original produïda per Bumper Films entre 1987 i 1994, els bombers usaven uniformes negres i grocs, mentre que a la versió CGI de la sèrie produïda per HIT Entertainment i Hibbert Ralph, els bombers usaven uniformes grocs i blaus.

### Temporada 5 (2005)
El desembre de 2001, Gullane Entertainment va anunciar que havia comprat una participació del 50% en la propietat de Fireman Sam a S4C, amb la intenció de remasteritzar els episodis anteriors i produir una nova sèrie de vint-i-sis episodis, de deu minuts de durada com amb la sèrie clàssica. Gullane aviat va ser comprat per HIT Entertainment l'octubre de 2002, donant-los els drets de Sam el Bomber. El 25 d'octubre, es va anunciar que la sèrie seria animada per Siriol Productions, una subsidiària d'Entertainment Rights, i que els episodis es lliurarien a S4C i a la BBC per a un lliurament el 2004. Aquests episodis van utilitzar tècniques més modernes d'stop motion amb plastilina, incloent boques que es mouen amb el diàleg. Aquesta sèrie va incloure tots els personatges originals, però també va introduir algunes cares noves. Els personatges principals d'aquesta sèrie tenien la veu de John Sparkes, Joanna Ruiz i Sarah Hadland.

### Temporades 6 i 7 (2009)
El 22 de març de 2007, S4C va anunciar que havia venut la seva participació del 50% a Fireman Sam a HIT Entertainment. El mateix dia, l'emissora va anunciar que el desenvolupament d'una sisena sèrie estava en marxa amb un especial en DVD i un especial de 60 minuts, el darrer dels quals es lliuraria el 2009. Malgrat la venda, S4C continuaria sent el productor executiu de la nova sèrie i conservaria tots els drets en gal·lès sobre la propietat. El 7 de setembre, es va anunciar que la Sèrie 6 s'animaria en animació CGI i en alta definició, amb HIT anunciant Hibbert Ralph Animation com a productor i Xing-Xing, amb seu a la Xina, externalitzant l'animació. La producció de la nova sèrie estaria programada per al maig de 2008, amb la producció fins al gener de 2009. El 25 d'octubre, HIT va anunciar que la primera temporada CGI es produiria com a dues sèries, que compondrien les sèries 6 i 7. El canal Cartoonito també va adquirir els drets de televisió de pagament del Regne Unit d'ambdues, juntament amb la sèrie 5, mentre que Five va adquirir els drets de les quatre primeres sèries.

### El gran incendi a Pontypandy (2010)
La primera pel·lícula de 60 minuts de la franquícia, El gran incendi a Pontypandy (anglès: 'The Great Fire of Pontypandy'), es va publicar directament en DVD el març de 2010 i va presentar un nou personatge: el cap de bombers Boyce, un oficial en cap que prové de Newtown, i una nova ubicació: el far.

### Temporada 8 (2012)
El 22 de febrer de 2011, HIT va anunciar una vuitena temporada de Fireman Sam per a un lliurament de 2012 que constava de 26 episodis de 10 minuts, igual que amb les dues sèries anteriors. Xing-Xing Animation es va fer càrrec del control de la producció d'animació, amb la sèrie, produïda completament en HD. Els actors de veu que es van unir al repartiment van ser John Hasler, que va substituir Steven Kynman com a veu de James, Ifan Huw Dafydd, que va fer la veu de Gareth, i Nigel Whitney, que va fer la veu de Moose. El 31 d'agost de 2012, es va anunciar que Channel 5 havia adquirit els drets de transmissió terrestre de la sèrie per emetre's al Milkshake! a partir d'octubre.

### Temporada 9 (2014)
El març de 2013, es va anunciar una novena temporada que es va vendre prèviament a Cartoonito per a un llançament el 2014. La sèrie 9 inclou 24 episodis de 10 minuts, juntament amb un especial de 22 minuts i un nou especial de 60 minuts. Els actors de veu que es van unir al repartiment van ser Alex Lowe, que dona veu a Ben i Joe, i Jo Wyatt, que dona veu a Lizzie i Hannah.

### Herois de la tormenta/herois definitius (2014/2015)
El 2 d'octubre de 2013, HIT va donar llum verda a diversos DVD especials de les seves propietats, inclòs un nou especial de Sam el bomber per a un llançament de 2015 titulat Herois de la tormenta ((anglès)).

### Temporada 12 (2020)
El 2020, es va emetre la dotzena sèrie, que va presentar el primer oficial de policia de Pontypandy al repartiment: PC Malcolm Williams, que és el germà d'Helen Flood.
Colin McFarlane es va unir al repartiment, donant veu a Malcolm.

## Cançó
The Fireman Sam Theme és la cançó que sona al començament de cada episodi. Hi ha diferents lletres al llarg de la sèrie. El tema de la sèrie 1-4 va ser cantat per Maldwyn Pope, el tema de la sèrie 5-9 va ser cantat per Cameron Stewart i el tema de la sèrie 10-present va ser cantat per Oliver Davis.

## Controvèrsies
El juliol de 2016, va sorgir que a la temporada 9, l'episodi 6 anomenat 'Aigües amb problemes', en què el personatge Elvis rellisca sobre un paper i cau en una pila de papers, fent-los volar per tot arreu, una de les pàgines voladores que va aparèixer breument es va identificar com una pàgina de l'Alcorà: 'Surah Mulk (67), versos 13–26'. La productora Mattel es va disculpar per aquest accident, va retirar l'episodi de la transmissió i va deixar de treballar amb Xing Xing, la companyia d'animació responsable de l'error. Mattel va declarar: Algú de la productora va pensar que només estaven posant un text aleatori. No tenim cap raó per creure que es va fer de manera maliciosa. Al principi es va pensar que aquest episodi s'hauria d'eliminar de la circulació, però en canvi es va censurar fent que l'escena s'edités per mostrar Elvis només lliscant sobre un paper en blanc, de manera que els canals de televisió encara el podien emetrer. La BBC va rebre més de 1.000 queixes i les va enviar a Channel 5, ja que la BBC no ha emès Fireman Sam des del 2008.
L'octubre de 2017, la comissària de bombers de Londres, Dany Cotton, va destacar Sam el bomber en una campanya de lluita contra el sexisme i de promoció del terme de bomber neutre en gènere: Firefighter. Va proposar que el Fireman Sam hauria de ser rebatejat com a 'Firefighter Sam', i va dir que una investigació havia demostrat que les dones rebutgen ser bomberes perquè es veu com una feina per als homes.